# Юган Ларссон (футболіст)
Юган Ерік Ліберт Ларссон (швед. Johan Erik Liebert Larsson, нар. 5 травня 1990, Чінна, Швеція) — шведський футболіст, фланговий захисник клубу «Ельфсборг».

## Ігрова кар'єра

### Клубна
Юган Ларссон починав займатися футболом у рідному місті Чінна у місцквій команді ФК «Чінна». У 2005 році він приєднався до футбольної школи клубу Аллсвенскан «Ельфсборг», де у складі молодіжної команди вигравав молодіжну першість Швеції. Дебют футболіста у першій команді відбувся у березні 2010 року. А вже у наступному матчі Ларссон відзначився забитим дублем у ворота суперника. У лютому 2014 року Юган продовжив контракт з клубом до 2016 року.
У лютому 2015 року Ларссон підписав чотирирічний контракт з данським клубом «Брондбю». Згодом Ларссон став капітаном команди. Саме він як капітан виводив свою команду на фінальний матч Кубка Данії у травні 2018 року.
У грудні 2018 року Ларссон отримав статус вільного агента і перейшов до французького клубу «Генгам». Але виступи у Франції у футболіста не склалися, він провів один матч у Лізі 1 і три матчі у Кубку Франції. За результатами сезону «Генгам» вилетів до Ліги 2 і Ларссона було звільнено від обов'язків контракту.
Влітку 2019 року Ларссон повернувся до «Брондбю», уклавши з клубом піврічну угоду.

### Повернення до Ельфсборга
На початку 2020 року Ларссон повернувся до «Ельфсборга». Трохи більше, ніж через п'ять років після того, як залишив клуб. 14 червня він зіграв перший матч у чемпіонаті після повернення.

### Збірна
З 2010 року Юган Ларссон виступав за молодіжну збірну Швеції. 17 січня 2014 року у матчі проти команди Молдови Ларссон дебютував у національній збірній Швеції.

## Титули
Ельфсборг
 Чемпіон Швеції: 2012
 Переможець Кубка Швеції: 2013/14
Брондбю
 Переможець Кубка Данії: 2017/18
Індивідуальні
- Кращий захисник Аллсвенскан: 2014